# ザ・ゲームメーカー 売れ売れ100万本げっとだぜ!
『ザ・ゲームメーカー 売れ売れ100万本げっとだぜ！』（ザ ゲームメーカー うれうれひゃくまんぼんげっとだぜ）は、アクセラから発売されたゲームソフト。1998年9月23日にPlayStationで発売。2000年3月2日には、サクセスよりSuperLite 1500シリーズとして発売された。
本作は、ゲーム会社運営及びゲーム開発シミュレーションで、プレイヤーはゲーム開発会社のリーダーとなり、様々な特徴を持つメンバーを率いて、ミリオンセラーゲームの開発を目指す。ゲームメーカーがリリースした作品としては自己言及的な内容となっている。
ゲーム雑誌『週刊ファミ通』のクロスレビューではシルバー殿堂入りを果たしている。

## ゲームの流れ
1. 事前準備
  - 企画の選択…作るジャンル及び目指す方向性を会議で決定する。
  - チーム編成…作るゲームの内容に応じて、制作作業に関わるスタッフを選抜する（月次変更可能）。
2. 制作作業
  - 仕様書作成…決定した企画に基づき、仕様書を作成する。
  - 仕様書配布…スタッフの能力・特性を考慮しながら仕様書をスタッフの作業デスクの上に配布する。なお、いくつか積み重ねることも可能。
  - 現場管理…できあがったパートのクオリティをチェックしたり、アイテムを使ってスタッフのコンディションを管理する。
  - α版、β版完成…作業内容の見直しをするか、次の段階に進むかを選択する。
  - （方針転換）…スタッフの発案等で目指すジャンルや方向性が途中で変更になる場合もある。
  - マスターアップ…M(マスター)版が完成するとゲーム制作が終了となる。
3. 販促 - 発売
  - イベント出展…タイミングが合えばゲームショウ等のイベントに出展することができる。
  - 営業・宣伝活動…営業を行ったり、宣伝をしたりして作品の知名度を上げる。
  - レビュー…ゲーム雑誌からの評価（点数と寸評）を受ける。
  - 発売…発売日より3ヶ月の売れ行き状況がグラフで示され、合計本数が表示される。売上に応じて収入が入る。

この流れを繰り返すのが基本形。その間に新スタッフの登場、事務所の移転、スタッフ間のトラブルから恋愛まで、様々なイベントが発生する。

## 登場人物
はやし たつろう（プレイヤーキャラ）
このゲームの主人公。ゲームディレクターであり、ゲームプランナー。おだわら てるまさにオーナーとして出資してもらい、ゲーム開発会社を設立。ヒットゲーム開発に夢を描く。少々ボケあり。
くどう とうじ
主人公の高校時代からの親友で、性格も義理堅い堅実タイプのプログラマー。主人公のよき相談相手。
ひろた まなみ
主人公が以前勤めていた会社の同僚で、つきあいの長いグラフィックデザイナー。主人公への想いを胸に秘め、質の高いドット絵制作をめざす。
おだわら ひろまさ
主人公の才能を高く買っている、この会社のオーナー。ほかにゲームソフトの宣伝、販売促進、営業部隊をかかえる販売会社を持ち、主人公のゲームソフトを売ってくれる。若い頃は色々と苦労をしたらしい。
さとう まき
オーナーの会社から派遣された、主人公の秘書。主人公のプロジェクトの動向をそっと見守る縁の下の力持ち。怒らせるととても怖い。
やまざき たけし
週間アクセラ編集部の編集長で、主人公のゲーム制作を見守る。なにかと親切だが、雑誌でのゲーム批評は公正かつ手厳しい。
おおの しげる
主人公が以前勤めていたゲーム制作会社の先輩で、気心も知れている職人的プランナー。オヤジ化してきた自分の生き方が気になっている。
たかやま ぽんた
「〜ッス」が口グセの遊び人プランナー。軽い性格だが、なぜかマジメ人間のひかると気が合うらしい。
さかい ひろよし
オーナーの販売会社で、バリバリ販促活動を行う営業マン。主人公にときどき営業の見地からの助言をする。
いりえ びんいち
侍言葉で話す、広告代理店あがりのプランナー。なかなかのアイデアセンスを発揮する妻子持ち。
なかじま ひかる
フリーのゲームプログラマー。マジメでかなりの腕利きだが、ぽんたと組まないと調子が出ないという神経質な一面も。
おざき てつや
きたお あやの師匠でもある風来坊的プログラマー。3Dプログラム技術では右に出る者なし。
まなべ じん
「キレるぜ！」が口グセの天才シューティングゲーマーでありプログラマー。見たままパンク小僧だが、アルゴリズムを見抜く力は天下一。
おかだ はるお
伝説的オタクで大のアニメ好きのグラフィックデザイナー。
はら めぐみ
超絶努力と、それにもまさる妄想癖でたつろうを圧倒するグラフィックデザイナー。その裏には隠された過去がある。
くろさき やよい
作曲家をめざすために栄光を捨てた元歌手。かなり高飛車で、自分の才能に酔いしれるきらいあり。ゲームショウで聴いたとしきの曲にショックを受けたらしく、ライバル意識を燃やしている。
びば あふろ
サウンド担当のスーパーソウルマン。神の啓示を受け、ファンキーサウンドエンジニアとしてゲーム業界に流れ込んできた。
すぎもと としき
3歳の頃から教育を受けたエリート音楽家。体が弱い。とてもプライドが高く、一度ヘソを曲げるとなかなか機嫌を直さないような激しいところもある。
きたお あや
向上心旺盛で学生時代から3DCGの探求を続けてきたグラフィックデザイナー。妥協を許さない性格で、トラブルを起こす事もしばしば。
しみず さとる
表向きはグラフィックデザイナーだが、実はエスパー（自称）。エスパーだけあって言動にはなにかと謎が多い。
まつもと ふとし
さとう まきの親戚で、生粋のコンピューターおたくプログラマー。穏健かつのんびり屋で、人と話すのがあまり得意ではないらしい。
ほりいけ かんじ
ゲーム業界の名物シナリオライター兼名物プランナーでもある。
いしだ あきら
「業界一の暴れん坊」と呼ばれている有名なプランナー。その才能はピカイチ。
はなぞの しゅん
まつもと ふとしと仲のいいフリーのプログラマー。大の競馬好きで、ゲームでひと山当てて馬主になるのが夢。
しまむら さぶ
「8ビットの魔術師」と呼ばれていた伝説のプログラマー。実は、はら めぐみの先輩で、こわい顔が特徴。
ひろた でんか
ウサン臭さNo.1だが、不思議と顔が広く、いろいろなところに人脈を持っている、業界の名物プランナー。ただし、実質的な作業はまるでダメ。
ゲームショップ イカリヤ てんいん
神出鬼没、ありとあらゆるバイトをこなす、過酷なフリーター。
まるだしくん2
ゲームショップ、ゲームショーに出没。業界を支えるお客さんを象徴するキャラクター。全員裸なのが特徴。
ゲームショウガールズ
ゲームショウにはかかせない、きれいどころガールズ。

## 制作できるゲーム一覧
全89種類。制作の途中で分岐する場合もある。
1. シミュレーション
  - 戦略級近代戦ものSLG
  - 戦略級歴史ものSLG
  - 戦略級宇宙ものSLG
  - トップビューSRPG
  - リアルタイムSRPG
  - SFものSRPG
  - 女の子育成SLG
  - 熱帯魚育成SLG
  - 競走馬育成SLG
  - ボクサー育成SLG
  - サッカークラブ育成SLG
  - プロ野球チーム育成SLG
  - ポリゴン女の子育成SLG
  - 都市管理SLG
  - ビル管理SLG
  - 鉄道会社管理SLG
  - 鉄道会社管理SLG・3D版
  - 学園恋愛SLG
2. アドベンチャー
  - 学園ものコマンド式推理ADV
  - 探偵ものコマンド式推理ADV
  - サウンド小説
  - 実写サウンド小説
  - ホラーアクションADV
  - 沈没船脱出アクションADV
  - 推理アクションADV
  - 3DコミカルアクションADV
  - 学園もの萌え萌えADV
  - ファンタジー萌え萌えADV
  - インタラクティヴムービー
3. ロールプレイイング
  - トップビューアクションRPG
  - アニメチックRPG
  - モンスター収集RPG
  - サイドビュー王道RPG
  - オウンビューダンジョンRPG
  - リアルタイムダンジョンRPG
  - 3D超大作RPG
  - マンガ版権ものRPG
4. アクション
  - 固定画面アクション
  - 横スクロールジャンプACT
  - 横スクロール格闘
  - 3D横視点アクション
  - 3D客観視点アクション
  - 3D客観視点アクションRPG
  - 3D奥スクロールアクション
5. 対戦格闘
  - 2D対戦格闘
  - 3D対戦格闘
  - 版権もの2D対戦格闘
  - 版権もの3D対戦格闘
  - 3D武器対戦格闘
6. シューティング
  - 縦スクロールSTG
  - ショット&ボンバー型STG
  - 対地・対空撃ち分け縦STG
  - 定番横スクロールSTG
  - 横スクロールお魚STG
  - 近代戦疑似3D・STG
  - ファンタジー疑似3D・STG
  - 宇宙もの3Dシューティング
  - ダンジョン3Dシューティング
  - ダンジョン3Dシューティング
  - 3D自由移動戦略STG
7. パズル
  - 基本落ちもの
  - 連鎖落ちもの
  - ブロック崩し
8. テーブル
  - 2人打ち麻雀
  - 4人打ち麻雀
  - 将棋
  - 花札
  - 領地独占型ボードゲーム
9. スポーツ
  - 野球ゲーム・3Dプリレンダー
  - 野球ゲーム・2Dドット
  - レトロなサッカーゲーム
  - トップビューサッカーゲーム
  - 奥スクロール疑似3Dサッカー
  - 横スクロール疑似3Dサッカー
  - 3D自由視点ポリゴンサッカー
  - 超レトロ調テニスゲーム
  - 3Dテニスゲーム
  - 疑似3Dゴルフゲーム
  - 3Dゴルフゲーム
  - 3Dボクシングゲーム
10. レース
  - 3Dレースゲーム
  - 疑似3Dレースゲーム